# Adhemarius gannascus
Adhemarius gannascus  (лат.) — вид ночных бабочек семейства бражников, впервые описанный Каспаром Штолем в 1790 году.

## Ареал
Распространена на территориях Ямайки, Мексики, Белиза, Гватемалы, Сальвадора, Гондураса, Никарагуа, Коста-Рики, Панамы, Колумбии, Эквадора, Перу, Венесуэлы, Гайаны, Суринама, Французской Гвианы, Боливии, Бразилии, северной Аргентины, южной части Парагвая и Уругвая. 

## Описание
Размах крыльев 92 — 112 мм у самцов и 98 — 124 мм у самок. Имаго летают круглый год.

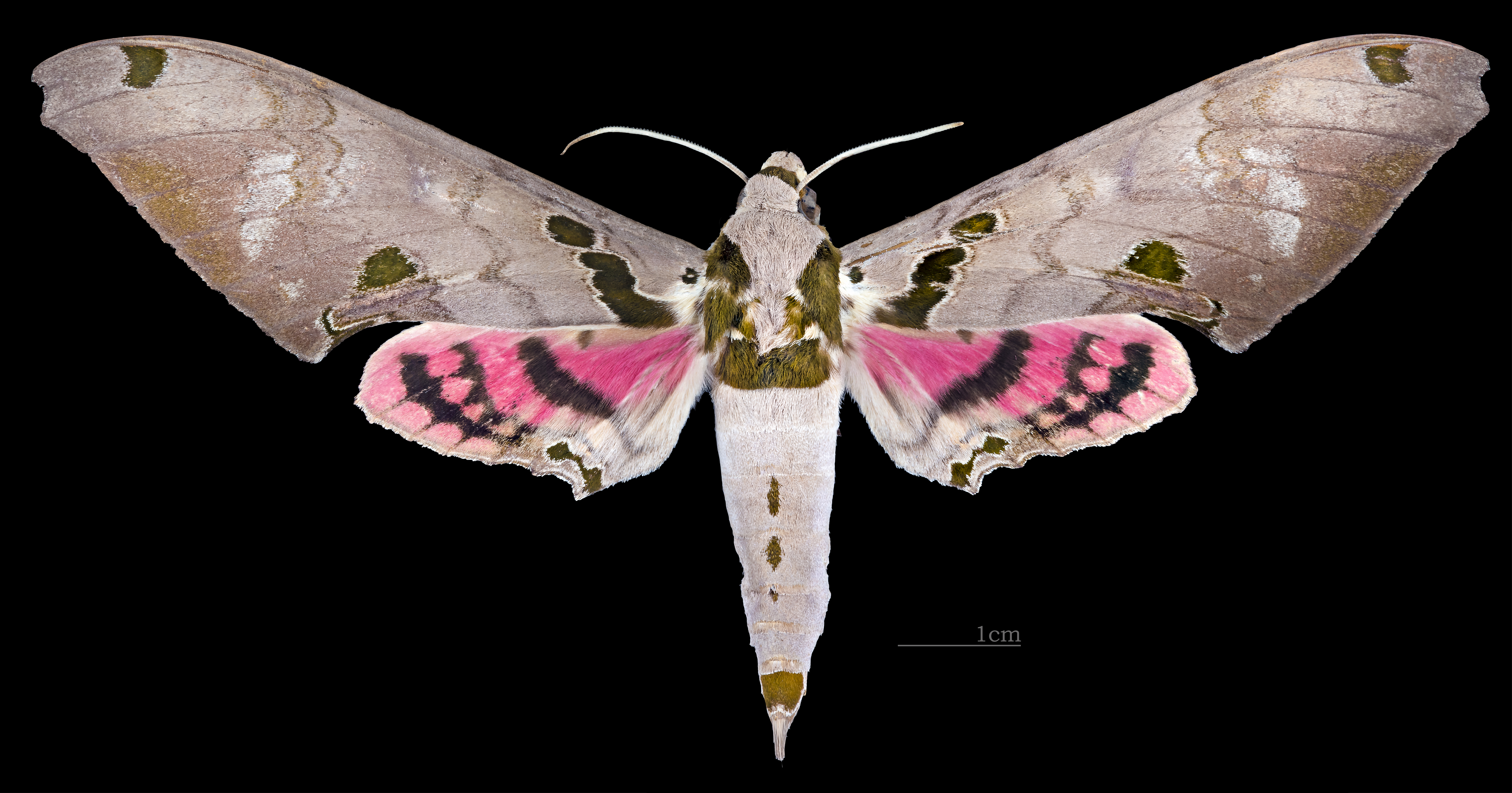
самец, спинка
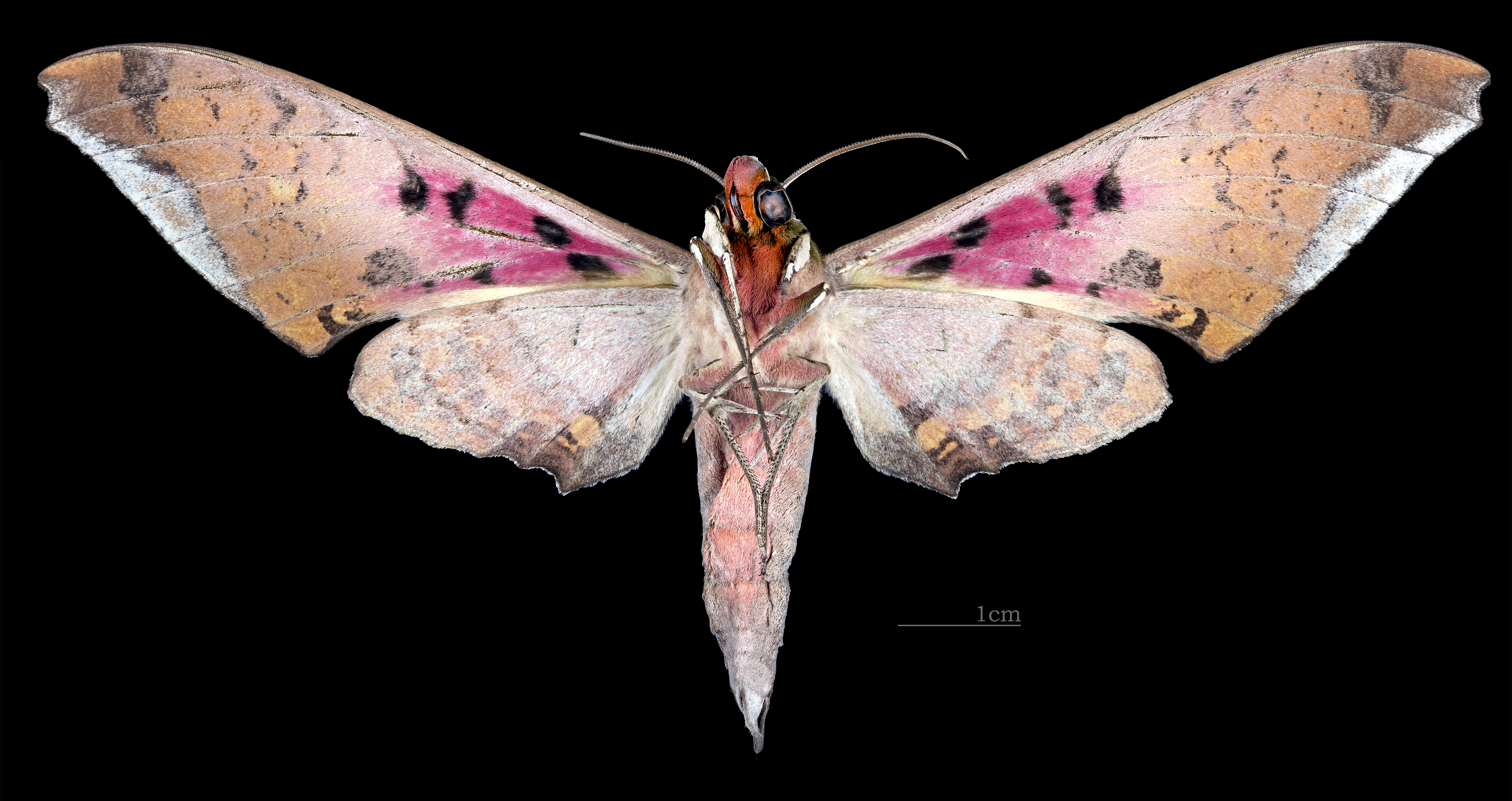
самец, брюшко
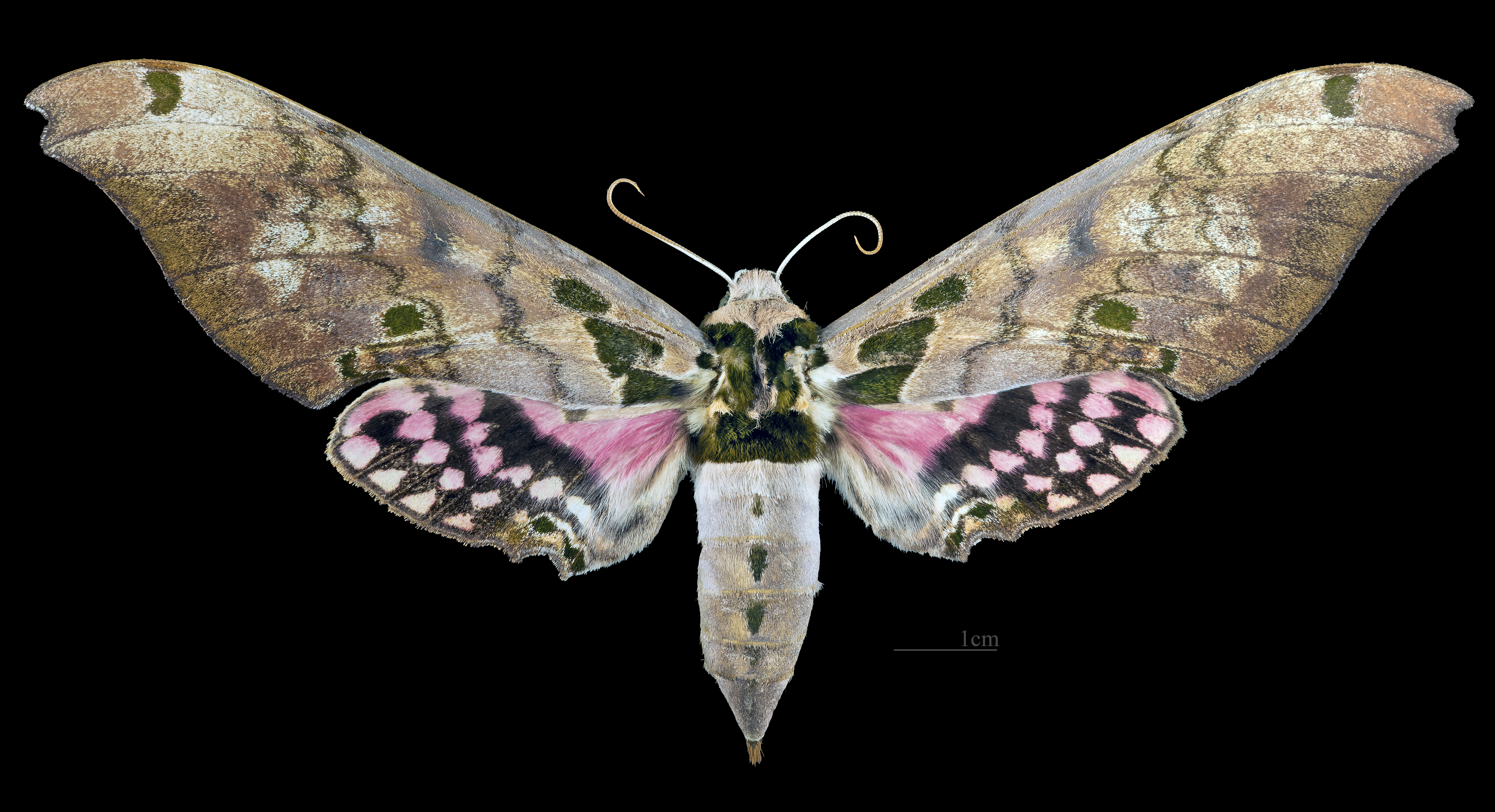
самка, спинка
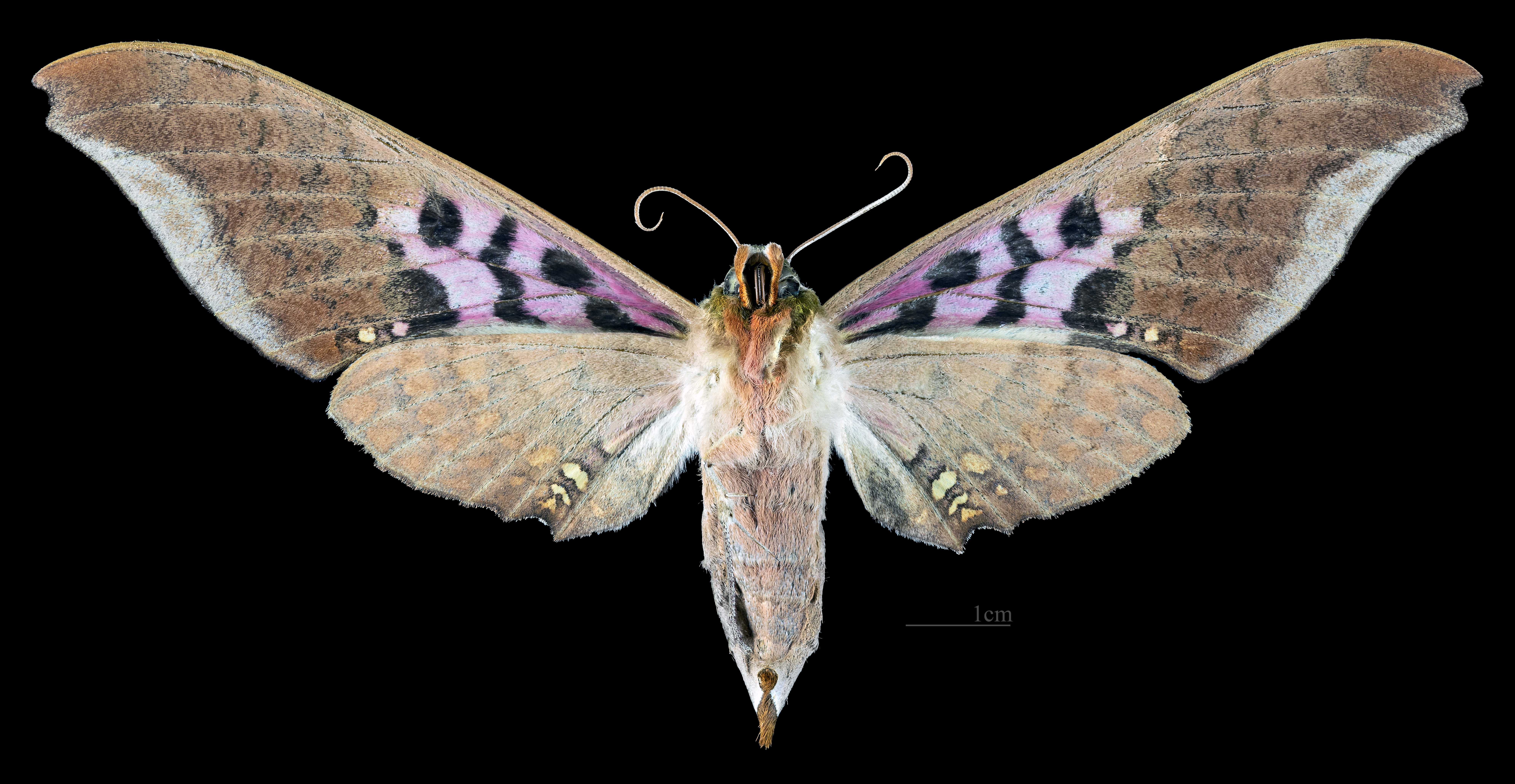
самка, брюшко

## Биология
Гусеницы питаются кормовыми растениями: Ocotea veraguensis, Persea povedae, Persea americana и Damburneya salicina.

## Таксономия
- Adhemarius gannascus cubanus (Ротшильд и Джордан, 1908 г.)
- Adhemarius gannascus jamaicensis (Rothschild & Jordan, 1915)

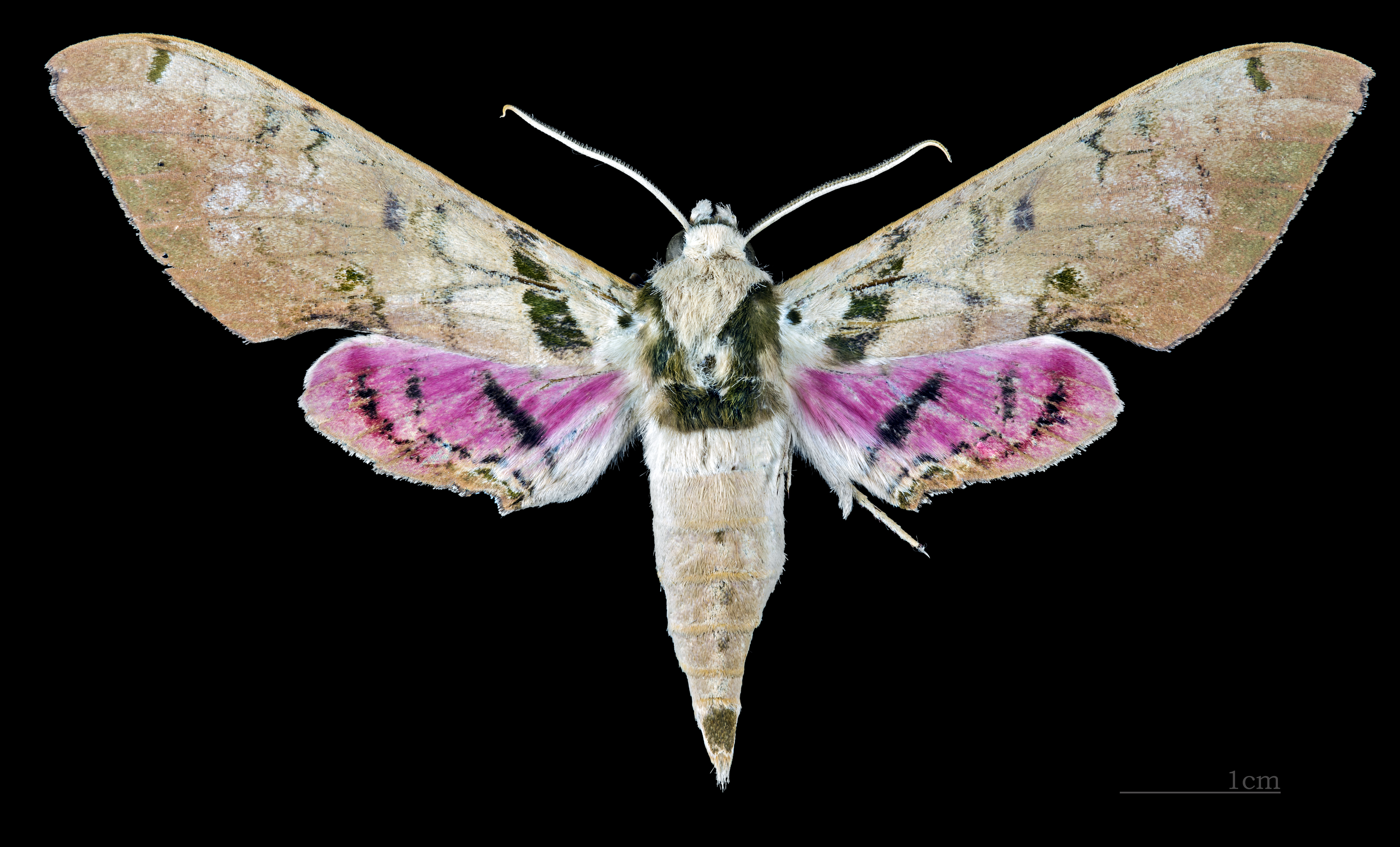
Adhemarius gannascus cubanus, вид сверху
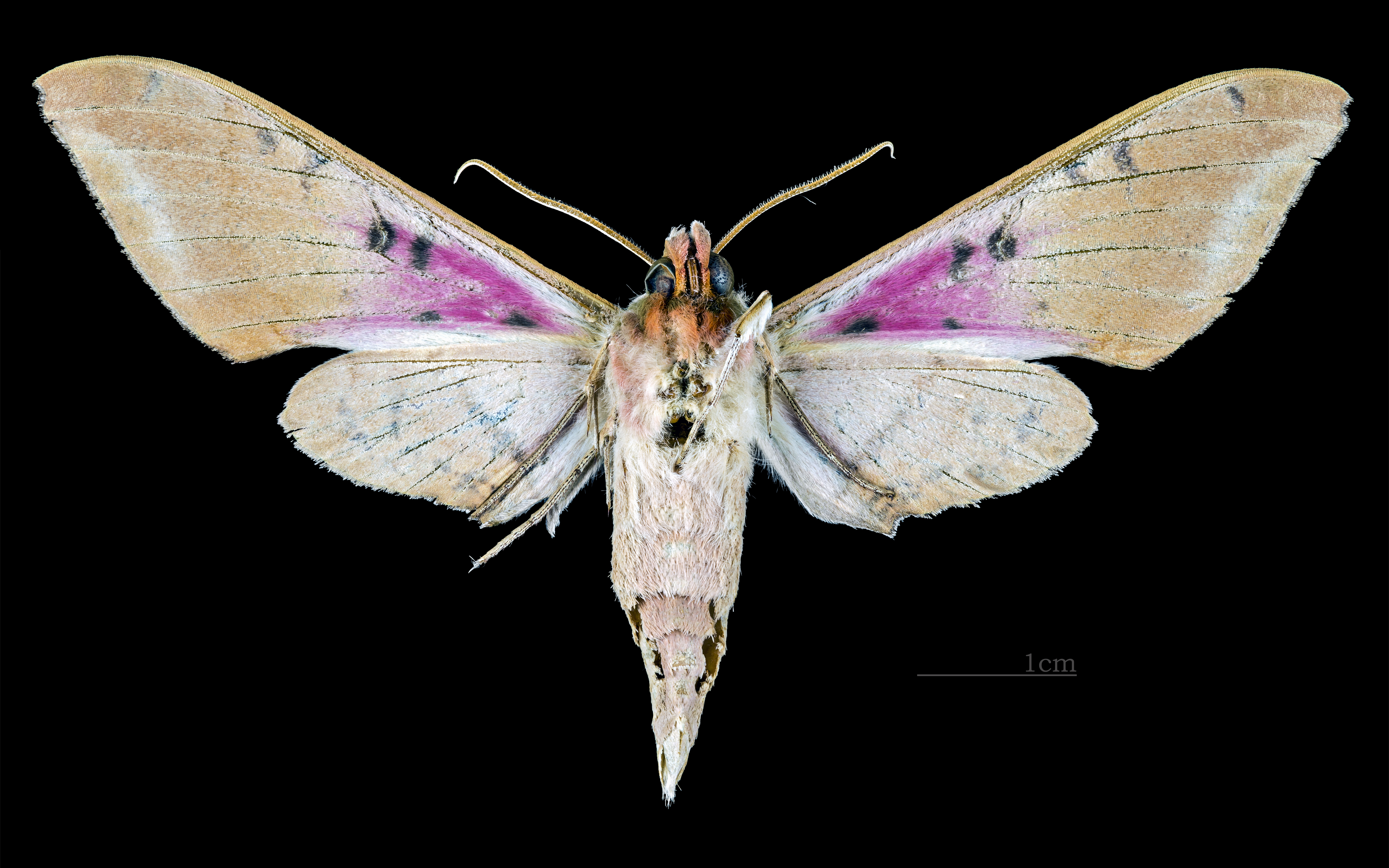
Adhemarius gannascus cubanus, вид снизу